# Johann Christian Friedrich Graumüller
Johann Christian Friedrich Graumüller (* 1770 in Dennheritz bei Glauchau, Kurfürstentum Sachsen; † 5. September 1824) war ein deutscher Botaniker.

## Leben

### Abstammung und Universitätsausbildung
Johann Christian Friedrich Graumüller war der Sohn eines Mediziners, der als Feldarzt im Siebenjährigen Krieg gedient und sich danach in Dennheritz als Chirurg niedergelassen hatte. Seinen ersten Unterricht erhielt Graumüller in der Schule seines Geburtsorts. Seine Neigung zur Botanik erwachte aber durch die Lieblingsbeschäftigung seines Vaters, eines Blumenfreundes, und er brachte nach und nach viele schön blühenden Pflanzen der Umgegend in den elterlichen Hausgarten. Dagegen fand er an der Chirurgie, zu deren Studium ihn sein überaus strenger Vater zwingen wollte, wenig Gefallen. Um nicht diesen Beruf ergreifen zu müssen, zog er es vor, heimlich das Elternhaus zu verlassen und mit Vorwissen seiner Mutter nach Glauchau zu wandern, um hier die alten Sprachen zu erlernen und sich auf das Studium eines Lehrfachs vorzubereiten.
Kaum war Graumüller durch Vermittlung von Freunden wieder mit seinem Vater ausgesöhnt und dessen Erlaubnis gewiss, ein ihm behagendes Fach studieren zu dürfen, so wollte er das nach seiner Ansicht mehr Gelegenheit zu einer gründlichen Ausbildung bietende Gymnasium in Plauen besuchen, wogegen sein Vater auf der Absolvierung der Schule in Zwickau bestand. Da beide auf ihrem Willen beharrten, so trat der frühere Zwiespalt wieder ein und der Sohn ging ohne Erlaubnis und ohne Unterstützung des Vaters mitten im Winter nach Plauen. Auch hier nahm sich der Rektor, Irmisch, seiner an. Er verschaffte sich durch das Erteilen von Unterricht in angesehenen Häusern mühsam die zu seinem Unterhalt nötigen Mittel, erwarb sich aber durch Fleiß und musterhaftes Verhalten die Achtung seiner Lehrer und seiner anderen Bekannten. Als ihn daher Anfang 1791 infolge allzu großer Anstrengung eine Brustkrankheit befiel und die Ärzte den Aufenthalt auf dem Land für seine Genesung nötig erachteten, zeigte sich der Amtmann von Voigtsberg, mit dem er bekannt geworden war, gern bereit, ihn in sein Haus aufzunehmen.
Auf den Graumüller vorgeschriebenen Spaziergängen im Freien erwachte sein früheres Interesse für Botanik wieder, und er sammelte eifrig Pflanzen. Als er im August 1791 nach Jena reiste und einige theologische Vorlesungen, namentlich jene Döderleins, besuchte, beschloss er, Theologie zu studieren und noch im Herbst 1791 die Universität Jena zu beziehen. Er ging jedoch zuerst nach Hause, um diesen Entschluss dem zum zweiten Mal versöhnten Vater mitzuteilen. Dieser zog indessen Leipzig vor, weil er dort mit der Bewilligung eines Stipendiums rechnete. Der Sohn war aber anderer Ansicht und wandte sich, da er die Unbeugsamkeit des väterlichen Willens kannte, um Unterstützung an den jungen regierenden Grafen von Schönburg-Glauchau, der in Jena studiert hatte. Der Graf übergab ihm ein Empfehlungsschreiben, mit dem er im März 1792 nach Jena wanderte und sich eine Stelle im Konviktorium und freien Eintritt zu den Vorlesungen verschaffte.
Graumüller hörte theologische, philosophische sowie philologische Vorlesungen und hoffte, 1795 seine Studien abschließen und sich in der Heimat um eine Predigerstelle bewerben zu können. Im letzten Jahr wohnte er aber in einem Zimmer zusammen mit einem Medizinstudenten, der vom bekannten Botaniker Dietrich und vom Gärtner Klippstein Pflanzen für sein Herbarium erhielt. Dadurch wurde Graumüllers Neigung für die Botanik wieder geweckt, und eine botanische Exkursion mit Dr. Schenk steigerte sein Interesse so sehr, dass er beschloss, die Beschäftigung mit der Theologie aufzugeben und stattdessen Kameralwissenschaft und Naturkunde, insbesondere aber Botanik zu studieren. Der Beschluss war leichter gefasst als ausgeführt, da die Mittel zum weiteren Aufenthalt an der Universität fehlten. Doch Graumüller überwand alle Schwierigkeiten durch seinen unbeugsamen Willen, den er von seinem Vater geerbt hatte. Durch Unterstützung des im Fach der Kameralwissenschaft lehrenden Professors Stumpf, dessen Kinder er unterrichtete, des bekannten Philologen Schütz, der damals die Redaktion der Jenaer Literaturzeitung führte, und des Professors der Botanik, August Batsch, der ihm freien Zutritt in den botanischen Garten verschaffte und die Benutzung seiner Bibliothek und Sammlung gestattete, gelang es ihm, seinen Plan zu verwirklichen. Die hierfür nötige Anstrengung überstieg aber fast seine Kräfte, denn neben seinem Studium musste er zur Finanzierung seines Lebensunterhalts Unterricht in der hebräischen, griechischen und lateinischen Sprache, in Geographie sowie in Naturgeschichte erteilen, Korrekturen von Druckbogen besorgen und andere mühsame Arbeiten für die Verleger und Pflanzenhändler übernehmen. Die häufigen Exkursionen, die das Einsammeln der Pflanzen nötig machte, stärkten aber seine Gesundheit und er wurde schließlich Ende 1801 Doktor der Philosophie.

### Spätere Laufbahn
Graumüller hatte damals noch nicht im Sinn, Jena zum Ort seiner Wirksamkeit zu wählen, sondern hoffte nach Russland, wo schon viele deutsche Gelehrte ihr Glück gemacht hatten, gehen zu können. Zuvor wollte er jedoch durch einige Schriften Bekanntheit erlangen. Er begann seine literarische Laufbahn mit der Bearbeitung der Ergebnisse seiner Exkursionen und gab folgende Werke heraus:
- Systematisches Verzeichnis wilder Pflanzen, die in der Nähe und umliegenden Gegend von Jena wachsen, nebst Bemerkungen ihres Wohnorts, ihrer Blütezeit, ihrer Fruchtreife und ihres Nutzens, für angehende Ärzte, Apotheker, Technologen, Ökonomen, Gartenliebhaber …, Jena 1803
- Charakteristik der um Jena wild wachsenden Pflanzen in tabellarischer Form zum Gebrauche für Exkursionen, Jena 1803

Graf Ludwig von Glauchau, dem Graumüller die erstgenannte Schrift widmete, ernannte ihn noch 1803 zum schönburgischen Forstrat und versprach ihm weitere Beförderung; doch machte der Krieg des Jahrs 1806 Graumüllers diesbezüglichen Hoffnungen zunichte. Nach der Schlacht bei Jena und Auerstedt (14. Oktober 1806) verlor er durch die Plünderung den größten Teil seiner Habe, seiner Bibliothek und seiner Sammlungen. Da dieser im Augenblick unersetzliche Verlust ihn zwang, seine Reise nach Russland aufzugeben, entschloss er sich 1807, als Privatdozent in den Fächern der Kameralwissenschaft und Naturgeschichte an der Universität Jena zu arbeiten. Er hielt nun jahrelang Vorlesungen über allgemeine Naturgeschichte, Forstnaturgeschichte, zoologische Terminologie, Entomologie, ökonomische Zoologie, Botanik, Geschichte der Pflanzenkunde, Pflanzenphysiologie, Naturgeschichte der Kryptogamen, ökonomische Botanik, Forstwissenschaft, politische Geographie und andere verwandte Gegenstände. Dennoch konnte er keine Professur und somit auch keine feste und sorgenfreie Stellung erlangen.
Graumüller beschäftigte sich weiterhin am liebsten mit Botanik. Nur auf diesem Gebiet war er als Fachautor tätig und dabei auch erfolgreich. Als seine hierher gehörenden Schriften sind erwähnenswert:
- Darstellung einer neuen Methode von natürlichen Pflanzenabdrücken, als Probestück, Jena 1809
- Neue Methode von natürlichen Pflanzenabdrücken in- und ausländischer Gewächse, zur Demonstration der botanischen Kunstsprache in Schulen, sowie auch zum Selbstunterricht für Freunde der Pflanzenkunde. Erstes Heft, Jena 1809
- Tabellarische Übersicht des alten Linneischen Pflanzensystems und des verbesserten von Thunberg, sowie auch der natürlichen Systeme von Jussieu und Batsch, für seine Vorlesungen entworfen, Eisenberg 1811
- Diagnose der bekanntesten und besonders europäischen Pflanzengattungen nach dem verbesserten Linneischen Systeme. Zum analytischen Gebrauche für seine Vorlesungen, sowie auch zum Selbststudium. Nebst einer Vorrede von Gruner, Eisenberg 1811
- Handbuch der pharmazeutisch-medizinischen Botanik zum Selbstunterrichte für angehende Ärzte, Apotheker, Drogisten und Andere, 5 Bände, Eisenberg 1813–20, mit Registerband
- Flora pharmaceutica Jenensis, oder Verzeichnis der um Jena wildwachsenden und in Gärten und auf Feldern gezogenen, in älteren und neueren Zeiten gebräuchlichen Arzneipflanzen, nebst Bemerkung ihrer Dauer und Einsammlungszeit, für Ärzte, Apotheker, Drogisten und Arzneipflanzensammler, Jena 1815
- Flora Jenensis oder Beschreibung der in der Nähe von Jena und einem großen Teile des Großherzogtums Sachsen-Weimar-Eisenach und des Herzogtums Altenburg wildwachsenden Pflanzen nebst genauer Angabe ihrer Wohnorte, Blütezeit, Fruchtreife, Dauer und ihres mannigfaltigen Nutzens für angehende Ärzte … Erster Band, Eisenberg 1824

Das letztgenannte Werk wurde nicht beendet, denn der Verfasser starb am 5. September 1824 während der Ausarbeitung des zweiten Bandes, als von diesem erst etwa ein Drittel druckreif war.